# Eucalyptus falciformis
Eucalyptus falciformis là một loài thực vật có hoa trong Họ Đào kim nương. Loài này được (Newnham, Ladiges & Whiffin) Rule mô tả khoa học đầu tiên năm 2008.